# Estela de los desterrados
La estela de los Desterrados o estela de Maunier, es losa pétrea monumental inscrita del Tercer periodo intermedio de Egipto, descubierta en la ciudad de Tebas (actual Luxor), en el antiguo recinto de Karnak, y fechada aproximadamente hacia el 1064 a. C. Se trata de una estela de gran valor histórico, ya que aporta información relevante para la reconstrucción política y religiosa de las dinastías XXI y XXII del Antiguo Egipto.

## Descubrimiento y localización
La pieza fue descubierta en el año 1860 en el complejo de templos de Karnak, la antigua ciudad sagrada de Amón. El descubrimiento fue llevado a cabo por el vicecónsul francés Henri Maunier, quien posteriormente, en 1884, la trasladó a París. Actualmente se conserva en el Museo del Louvre dentro del Departamento de Antigüedades Egipcias, bajo la referencia C256.
Durante su extracción, la estela sufrió graves daños debido a un intento de desmontaje con medios mecánicos poco adecuados para una pieza arqueológica, lo que comprometió en parte el estado de conservación de la inscripción.[cita requerida]

## Características
La estela está realizada en diorita oscura, una roca muy apreciada en la antigüedad egipcia para la elaboración de monumentos y estatuas. Tiene unas dimensiones de 127 cm de altura por 82 cm de anchura.
La parte superior muestra una representación del gran sacerdote Menkheperra, arrodillado en actitud de oración ante el dios Amón, identificable por su corona de dos plumas. El resto de la superficie está cubierto con un texto jeroglífico, huecograbado, técnica habitual en este tipo de inscripciones oficiales.
Está datada hacia el año 1064 a. C., durante el Tercer Período Intermedio de Egipto, concretamente bajo el gobierno de Menkheperra, gran sacerdote de Amón y figura clave en la administración tebana de este período. Estas décadas fueron especialmente convulsas en cuanto al equilibrio de poder entre el norte y el sur del país, con Tebas manteniendo una notable autonomía bajo el liderazgo de los grandes sacerdotes de Amón.[cita requerida]

## Contenido
El texto de la estela narra unos acontecimientos ocurridos en Tebas durante el año 25 del reinado de un faraón no especificado (probablemente haciendo referencia a la titulatura sacerdotal de Menkheperra). Mientras este había viajado al norte de Egipto por motivos oficiales, se produjo una revuelta en la ciudad debido a la vacante en el cargo de gran sacerdote de Amón.
Un grupo de tebanos opositores a la autoridad de Menkheperra intentó ocupar el poder religioso y político de la región. Al enterarse de los hechos, Menkheperra regresó a Tebas y sofocó la revuelta. Como represalia, los líderes de la rebelión fueron desterrados a un oasis del desierto, alejados así de la vida política y religiosa de Tebas.
El relato concluye informando que, tiempo después, los desterrados fueron perdonados gracias a un oráculo emitido por el dios Amón, que permitió su retorno y su reconciliación con la autoridad sacerdotal. Este episodio refleja el poder que ejercían los oráculos y la divinidad de Amón en la política tebana de este período.
La Estela de los Desterrados es una fuente esencial para el estudio de la historia del Tercer Período Intermedio, especialmente en lo que respecta a la situación política de Tebas y la influencia de los grandes sacerdotes de Amón. Documenta los conflictos internos dentro de la jerarquía religiosa y la capacidad de Menkheperra para mantener el control sobre la ciudad y garantizar el orden religioso.
Además, la narración de una consulta oracular para decidir el destino de los rebeldes ofrece una valiosa información sobre los mecanismos de legitimidad y autoridad religiosa en el poder político tebano. Asimismo, ayuda a reconstruir las redes de poder, la organización política y los rituales religiosos de la Tebas del siglo XI a. C.

## Conservación y estudios
A pesar de su estado fragmentario debido a los daños sufridos durante su extracción, la estela conserva gran parte de la inscripción y ha sido objeto de diversas publicaciones y estudios desde el siglo XIX. Ha sido incluida en numerosos corpus epigráficos del Tercer Período Intermedio, y sigue siendo una pieza clave en las investigaciones sobre la cronología y los acontecimientos de este período.[cita requerida]